# Rozstaw osi

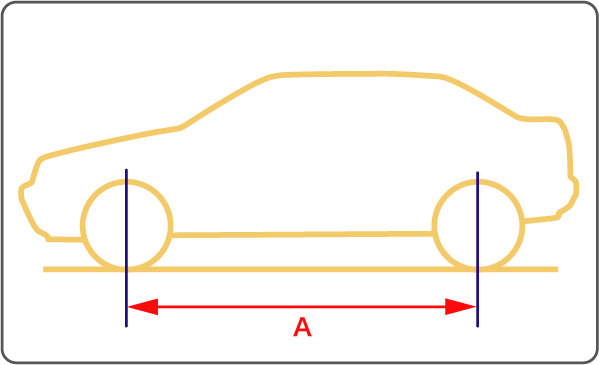
Rozstaw osi pojazdu

Rozstaw osi – odległość między środkiem przedniego a tylnego koła.

## Samochody
W stanie równowagi łączny moment siły działający na samochód wynosi zero, dlatego rozstaw osi związany jest z ciężarem przypadającym na każde koło – co opisuje równanie:
{\displaystyle W_{f}={\frac {d_{r}}{L}}mg,}
{\displaystyle W_{r}={\frac {d_{f}}{L}}mg,}
gdzie:
{\displaystyle W_{f}} – ciężar naciskający na koło przednie,
{\displaystyle W_{r}} – ciężar naciskający na koło tylne,
{\displaystyle L} – rozstaw osi,
{\displaystyle d_{r}} – odległość środka ciężkości od tylnego koła,
{\displaystyle d_{f}} – odległość środka ciężkości od koła przedniego {\displaystyle (d_{f}+d_{r}=L),}
{\displaystyle m} – masa samochodu,
{\displaystyle g} – przyspieszenie ziemskie normalne.
Przy załadowaniu bagażnika znajdującego się z tyłu pojazdu ciężkim sprzętem środek ciężkości przesuwa się do tyłu i wzrasta ciężar naciskający na koła tylne, co powoduje, że tył pojazdu obniża się (jeśli zawieszenie na to pozwala).
Jeśli samochód zacznie przyśpieszać lub hamować, na tylną oponę oddziałuje dodatkowy moment siły i równanie przyjmuje postać:
{\displaystyle W_{f}={\frac {d_{r}}{L}}mg-{\frac {h_{cg}}{L}}ma,}
{\displaystyle W_{r}={\frac {d_{f}}{L}}mg+{\frac {h_{cg}}{L}}ma,}
gdzie:
{\displaystyle W_{f}} – ciężar naciskający na koło przednie,
{\displaystyle W_{r}} – ciężar naciskający na koło tylne,
{\displaystyle d_{r}} – odległość środka ciężkości samochodu od koła tylnego,
{\displaystyle d_{f}} – odległość środka ciężkości samochodu od koła przedniego,
{\displaystyle L} – rozstaw osi,
{\displaystyle m} – masa samochodu,
{\displaystyle g} – przyspieszenie ziemskie (w przybliżeniu 9,8 m/s²),
{\displaystyle h_{cg}} – prostopadle mierzona odległość środka ciężkości od powierzchni ziemi,
{\displaystyle a} – przyspieszenie samochodu (lub opóźnienie jeśli wykonywany jest manewr hamowania).
Można to zaobserwować w życiu codziennym: kiedy samochód przyspiesza, jego tył zazwyczaj lekko osiada zaś podnosi się przód (to jak bardzo zależy od sztywności zawieszenia). Analogicznie jest w przypadku hamowania: przód osiada (tzw. fading – nurkowanie), podnosi się tył nadwozia.
Ponieważ rozstaw osi ma wpływ na rozłożenie masy pojazdu, jego długość jest kluczowa przy projektowaniu jego bryły., bo decyduje ona o właściwościach jezdnych i wyważeniu. Przykładowo, auto w którym nacisk na tylną oś jest duży, wykazuje skłonność do podsterowności, bo koła przednie nie mają wystarczającego docisku, a przez to przyczepności do podłoża. Dlatego, przy holowaniu jednoosiowej przyczepy, docisk na hak holowniczy musi wynosić około 400 N. 
Samochód może także wykazywać tendencję do nadsterowności, jeśli wywierany będzie zbyt duży nacisk na koła przednie przy niedostatecznym dociążeniu kół tylnych. Również podczas wykonywania skrętu, na koła oddziałuje boczny moment siły, który nadaje im siłę skrętną której wielkość zależy od odległości koła od środka ciężkości pojazdu. Dlatego w pojazdach z krótkim rozstawem osi, mała odległość pomiędzy środkiem ciężkości a tylną oponą powodować będzie występowanie większej siły bocznej działającej na tylną oponę, oznacza to w praktyce szybsze przyspieszanie i większą podatność pojazdu na ściąganie tyłu na boki 
Większość współczesnych segmentów samochodowych wydzielanych jest według rozstawu osi.

### Jednoślady
W większości motocykli i rowerów, rozstaw osi jest tak krótki w stosunku do wysokości ich środka ciężkości, że możliwe do wykonania są stoppie oraz wheelie (jazda tylko na tylnym lub przednim kole).

## Przykłady
| Rozstaw | Nazwa modelu               |
| ------- | -------------------------- |
| 4085 mm | Mercedes Benz W220 Pullman |
| 3880 mm | ZiŁ-115                    |
| 3827 mm | Maybach 62 S               |
| 1694 mm | Vespa 400                  |